# Giải Cervantes
Giải Cervantes (tên đầy đủ Giải Miguel de Cervantes, tiếng Tây Ban Nha: Premio Miguel de Cervantes) là một giải thưởng văn học hàng năm trao cho các tác giả viết bằng tiếng Tây Ban Nha. Được mang tên nhà văn Miguel de Cervantes, giải thưởng này bắt đầu trao từ năm 1976. Các nhà văn được đề cử bởi Viện ngôn ngữ của các nước nói tiếng Tây Ban Nha, và giải thưởng được trao bởi Bộ Văn hóa Tây Ban Nha. Số tiền của giải trị giá 90 ngàn Euro.

## Danh sách các nhà văn đoạt giải
- 2010 Ana María Matute (Tây Ban Nha)
- 2009 José Emilio Pacheco (México)
- 2008 Juan Marsé (Tây Ban Nha)
- 2007 Juan Gelman (Argentina)
- 2006 Antonio Gamoneda (Tây Ban Nha)
- 2005 Sergio Pitol (México)
- 2004 Rafael Sánchez Ferlosio (Tây Ban Nha)
- 2003 Gonzalo Rojas (Chile)
- 2002 José Jiménez Lozano (Tây Ban Nha)
- 2001 Álvaro Mutis (Colombia)
- 2000 Francisco Umbral (Tây Ban Nha)
- 1999 Jorge Edwards (Chile)
- 1998 José Hierro (Tây Ban Nha)
- 1997 Guillermo Cabrera Infante (Cuba)
- 1996 José García Nieto (Tây Ban Nha)
- 1995 Camilo José Cela (Tây Ban Nha)
- 1994 Mario Vargas Llosa (Peru)
- 1993 Miguel Delibes (Tây Ban Nha)
- 1992 Dulce María Loynaz (Cuba)
- 1991 Francisco Ayala (Tây Ban Nha)
- 1990 Adolfo Bioy Casares (Argentina)
- 1989 Augusto Roa Bastos (Paraguay)
- 1988 María Zambrano (Tây Ban Nha)
- 1987 Carlos Fuentes (México, sinh tại Panama)
- 1986 Antonio Buero Vallejo (Tây Ban Nha)
- 1985 Gonzalo Torrente Ballester (Tây Ban Nha)
- 1984 Ernésto Sábato (Argentina)
- 1983 Rafael Alberti (Tây Ban Nha)
- 1982 Luis Rosales (Tây Ban Nha)
- 1981 Octavio Paz (México)
- 1980 Juan Carlos Onetti (Uruguay)
- 1979 Jorge Luis Borges (Argentina) và Gerardo Diego (Tây Ban Nha)
- 1978 Dámaso Alonso (Tây Ban Nha)
- 1977 Alejo Carpentier (Cuba)
- 1976 Jorge Guillén (Tây Ban Nha)